# Pomacentrus nigromanus
Pomacentrus nigromanus är en fiskart som beskrevs av Weber, 1913. Pomacentrus nigromanus ingår i släktet Pomacentrus och familjen Pomacentridae. Inga underarter finns listade i Catalogue of Life.
Denna fisk blir upp till 90 mm lång. Kännetecknande är en svart punkt vid bröstfenan. De flesta exemplar har en gul regionen vid kroppens bakdel. Stora delar av analfenan är svarta. Pomacentrus nigromarginatus har vid samma ställen endast en smal svart kant.
Arten förekommer i havet vid norra Australien, Moluckerna och österut till Nya Kaledonien. Den vistas i regioner som ligger 6 till 60 meter under havsytan. Exemplaren besöker korallrev med koraller av släktena Acropora, Isopora, Pocillopora, Porites och Seriatopora.
För beståndet är inga hot kända. Hela populationen anses vara stor. IUCN listar arten som livskraftig (LC).